# Portki (kynologia)

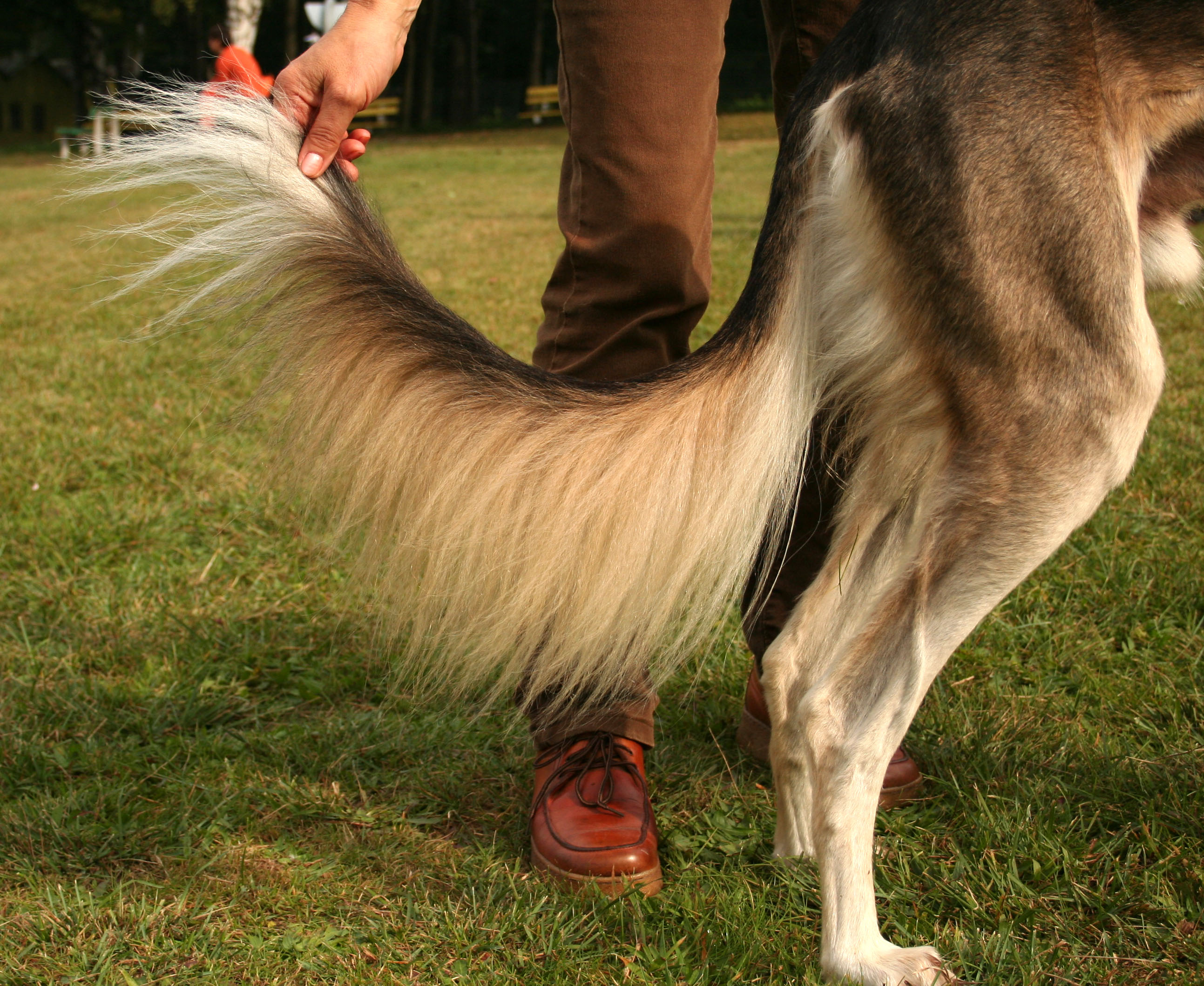
Prezentowana jest chorągiew u charta perskiego, ale także jest widoczny dłuższy włos na tylnej stronie uda tworzący tzw. portki.

Portki – w kynologii: dłuższa sierść na tylnych stronach ud psa. Ten dłuższy włos pokrywa przeważnie tylne łapy od ogona do stawów skokowych. 
Termin portki jest także stosowany w określeniu obszaru sierści rosnącej w innym kierunku niż pozostała sierść, tak jak to ma miejsce u ras krótkowłosych, takich jak np. doberman.
U niektórych ras psów portki są jednym z wymogów wzorca rasy. Przykładowymi rasami psów, u których widocznie formuje się tylny włos w portki, są: 
- owczarek australijski (typ amerykański),
- schipperke,
- samojed,
- mudi.